# کورومی یوشیدا
کورومی یوشیدا (انگلیسی: Kurumi Yoshida؛ زادهٔ ۱ دسامبر ۱۹۹۱) شناگر شنای موزون اهل ژاپن است.
وی در مسابقات کشوری و بین‌المللی در مجموع برندهٔ ۴ مدال نقره، ۴ مدال برنز شده‌است.